# Charles Francis Adams, Sr.
Charles Francis Adams (Boston, 18 agosto 1807 – Boston, 21 novembre 1886) è stato un politico statunitense, figlio del sesto presidente degli Stati Uniti d'America John Quincy Adams e nipote del secondo presidente John Adams.
Cofondatore dell'attuale Partito Repubblicano, legò il suo nome specialmente all'attività diplomatica svolta in Inghilterra, durante il periodo della guerra di secessione americana, quando seppe vincere le cattive disposizioni dell'ambiente londinese, sebbene fosse aspramente criticata in America la sua moderazione verso gli inglesi. La sua fama internazionale si consolidò durante la procedura di arbitrato del 1871 per la "questione dell'Alabama", durante la quale egli sostenne quella definizione di neutralità poi prevalsa nel diritto internazionale.

## Biografia
Adams era il figlio del sesto presidente degli Stati Uniti d'America John Quincy Adams e nipote del secondo presidente John Adams, e di sua moglie, Louisa Catherine Johnson.
Ha frequentato la Boston Latin School e il Harvard College, dove si è laureato nel 1825. Ha poi studiato legge con Daniel Webster e praticato a Boston. Ha scritto numerose recensioni di opere sulla storia americana e britannica per la North American Review.
Charles e i suoi fratelli, John e George, erano tutti rivali per la stessa donna, la loro cugina Mary Catherine Hellen, che ha vissuto con la famiglia Adams dopo la morte dei suoi genitori. Nel 1828, suo fratello John sposò Mary Hellen in una cerimonia alla Casa Bianca, e Charles e George si rifiutarono di partecipare.

## Carriera
Nel 1841, Adams venne eletto alla Camera dei Rappresentanti del Massachusetts e servì nel Senato del Massachusetts (1844-1845). Nel 1846 acquistò e divenne direttore del quotidiano Boston Whig. Nel 1848, è stato il candidato senza successo del Partito del Socio Libera per il Vice Presidente degli Stati Uniti.
Dal 1840, Adams è diventato uno dei migliori redattori storici della sua epoca. Adams riprese il progetto che il padre aveva lasciato incompleto e tra il 1850 e il 1856, pubblicò diversi volumi dal titolo Diary and Autobiography di John Adams , i suoi principali scritti politici e una selezione di lettere e discorsi. L'edizione, intitolata The Works of John Adams, Esq., Second President of the United States, è stata l'unica edizione di scritti di John Adams donati alla Massachusetts Historical Society nel 1954 e venne autorizzato la creazione della Progetto Adams Papers. Fu eletto membro dell'Accademia americana delle arti e delle scienze nel 1857.

### Carriera politica
Come repubblicano, Adams è stato eletto nella Camera dei Rappresentanti degli Stati Uniti nel 1858, dove ha presieduto la commissione per l'industrie. È stato rieletto nel 1860, ma si dimise per ricoprire la carica di ambasciatore alla Corte di San Giacomo (1861-1868), carica che avevano ricoperto sia suo padre che suo nonno. Adams era deciso nel mantenere la neutralità britannica e nell'impedire il riconoscimento diplomatico britannico della Confederazione durante la guerra civile americana. Parte dei suoi compiti comprendeva la corrispondenza con i civili britannici tra cui Karl Marx e l'International Workingmen's Association.
Di ritorno a Boston, Adams ha rifiutato la presidenza dell'Università di Harvard ma è diventato uno dei suoi sovrintendenti nel 1869. Nel 1870 costruì la prima biblioteca presidenziale negli Stati Uniti per onorare il padre John Quincy Adams. La Biblioteca di Pietra comprende oltre 14.000 libri scritti in dodici lingue. La biblioteca si trova sulla proprietà della "Old House" (nota anche come "Peacefield") presso il Adams National Historical Park di Quincy, Massachusetts.

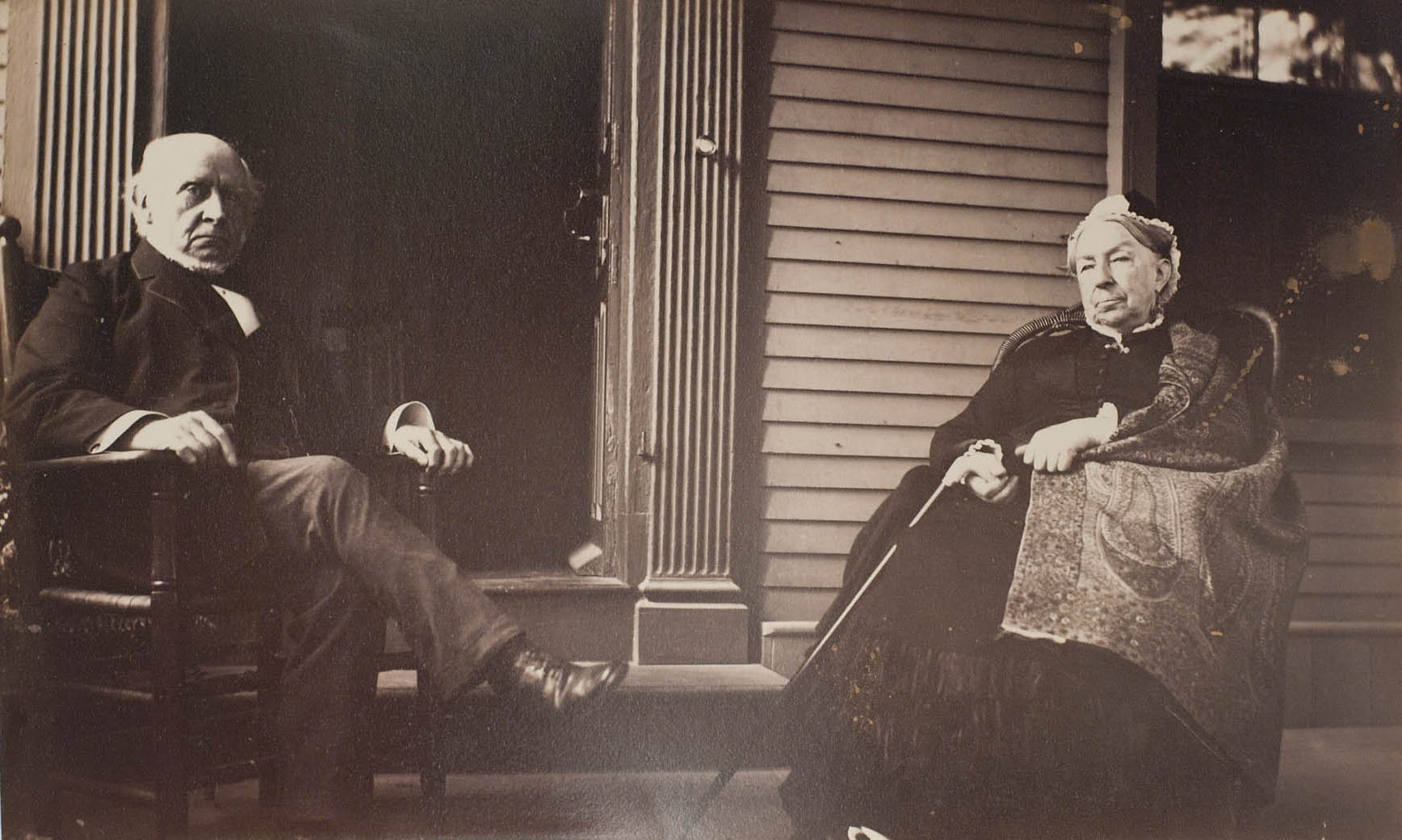
Adams e sua moglie nel portico della loro casa a Peacefield, Quincy

## Matrimonio
Sposò, il 3 settembre 1829, Abigail Brown Brooks (1808–1889), figlia di Peter Chardon Brooks. Ebbero sette figli:
- Louisa Catherine Adams (1831-1870), che sposò Charles Kuhn;
- John Quincy Adams II (1833-1894);
- Charles Francis Adams Jr. (1835-1915);
- Henry Brooks Adams (1838-1918);
- Arthur Adams (1841-1846);
- Mary Gardiner Adams (1845-1928), sposò Henry Parker Quincy;
- Peter Chardon Brooks Adams (1848-1927).

## Morte
Adams morì a Boston il 21 novembre 1886 ed è stato interrato nel cimitero di Mount Wollaston, Quincy. Era l'ultimo figlio sopravvissuto di John Quincy Adams.